# Joseph Williams (album)
Joseph Williams è il primo album in studio dell'omonimo cantante pubblicato nel 1982.
L'album non è uno dei più famosi del cantante, anche se molti fan tutt'oggi conoscono più o meno a memoria tutta la track list, nonostante tutto questo album non fece fare a Joseph il salto di qualità, ma fu molto apprezzato dai critici. Ospiti nelle registrazioni furono alcuni tra gli ex membri dei Maxus ovvero Michael Landau, Robbie Buchanan e Jay Gruska che suoneranno in buona parte dei brani di Williams degli anni 80. Altri ospiti sono il fratello Mark T. Williams, David Garfield, Michael Omartian, Lenny Castro, Steve Tavaglione, Steve Lukather, Steve George, Richard Page, Tommy Funderburk, Chuck Findley, Larry Williams, Jim Horn e Jerry Hey, che contribuirono anche alla scrittura dei testi dell'album. Dopo questo album negli anni successivi Joseph si dedicherà a cantare come background vocals, fino al 1985, che segna la data del suo ingresso nei Toto, e quindi segna la sua scalata verso il successo. Dall'album vennero tratti tre singoli quali I Didn't Do It e That First Night. Nel 1998 l'album è stato ristampato con l'aggiunta della versione alternativa di Make Some Time e la versione demo di Takin' It. Il 10 ottobre 2002 l'album è stato nuovamente ristampato in versione rimasterizzata e contenente altre tre tracce quali la versione alternativa di I Didn't Do It, e due brani inediti Anything You Say, e You Forever. Quest'ultimo brano inizialmente si chiamava così, ma poi nel 1999 fu pubblicato nell'album Early Years sotto il nome di I'm Holding On To You Forever. Esiste inoltre una versione alternativa del brano One More Chance mai pubblicata.

## Tracce
1. What Is She Hiding (B. Gowdy, J. Gruska) - 3:29
2. That First Night (B. Fasman, J. Williams) - 3:13
3. Takin' It (J. Gruska, J. Williams) - 3:41
4. One More Chance (J. Lang, J. Williams)  - 3:56
5. I Didn't Do It (J. Gruska, J. Williams, M. Landau) - 3:47
6. This Girl (B. Fasman, J. Williams) - 3:29
7. Something Special (D. Garfield, J. Williams) - 3:29
8. Nothing's Lost (J. Gruska, J. Williams, J. Williams, D. Garfield) - 3:38
9. Make Some Time (J. Williams, M. Landau) - 3:12

## Versione 1998
1. Takin' It (demo version) - 3:30
2. Make Some Time (alternative version) - 3:07

## Versione Rimasterizzata 2002
1. Anything You Say (J. Bettis, J. Williams) - 4:07
2. You Forever (J. Williams, P. Gordon) - 4:42
3. I Didn't Do It (alternative version) - 3:52

## Musicisti
- Joseph Williams- voce, pianoforte (1, 7), Fender Rhodes (4), Hammond B-3 (7, 9), seconde voci (2, 3, 4, 6, 9)
- Jay Gruska- tastiera (3), Moog (7), seconde voci (3, 4)
- Robbie Buchanan- sintetizzatore (1, 2, 4, 5, 6), Fender Rhodes (5)
- David Garfield- pianoforte (1, 2, 7), sintetizzatore (3, 7), Yamaha GS-1 (3, 9), Fender Rhodes (5)
- Michael Landau- chitarra elettrica (1, 2, 3, 4, 5, 7, 9) chitarra acustica (2, 4)
- Steve Lukather- chitarra elettrica (1, 6) Chitarra a 12 corde (6)
- Lenny Castro- percussioni (3, 4, 5, 6, 7, 9)
- Dean Cortez - basso elettrico
- Mark T. Williams- batteria
- Michael Omartian- pianoforte e arrangiamenti orchestrali (8)
- Steve Tavaglione- sassofono (3)
- Steve George- seconde voci (1, 5, 7)
- Larry Williams- tromba (5)
- Chuck Findley- tromba (5)
- Larry Hall - tromba (5)
- Jerry Hey- sassofono e arrangiamenti a fiati (5)
- Jim Horn- sassofono (5)
- Tommy Funderburk- voce secondaria (1, 5, 7)
- Richard Page- voce secondaria (1, 4, 5, 7)